# Отроківська сільська рада
Отро́ківська сільська́ ра́да — адміністративно-територіальна одиниця та орган місцевого самоврядування в Новоушицькому районі Хмельницької області. Адміністративний центр — село Отроків.

## Загальні відомості
Отроківська сільська рада утворена в 1921 році.
- Територія ради: 45,761 км²
- Населення ради: 1 729 осіб (станом на 2001 рік)
- Територією ради протікає річка Нова Ушиця

## Населені пункти
Сільській раді підпорядковані населені пункти:
- с. Отроків
- с. Антонівка
- с. Кружківці
- с. Тимків
- с. Хворосна

## Склад ради
Рада складається з 16 депутатів та голови.
- Голова ради: Коваль Лілія Петрівна
- Секретар ради: Бараник Світлана Петрівна

### Керівний склад попередніх скликань
| Прізвище, ім'я, по батькові | Основні відомості                                                             | Дата обрання | Дата звільнення |
| --------------------------- | ----------------------------------------------------------------------------- | ------------ | --------------- |
| Лиса Валентина Миколаївна   | Сільський голова, 1961 року народження, член Народної партії                  | 26.03.2006   | 31.10.2010      |
| Коваль Лілія Петрівна       | Сільський голова, 1969 року народження, освіта незакінчена вища, позапартійна | 31.10.2010   |                 |

Примітка: таблиця складена за даними сайту Верховної Ради України

### Депутати
За результатами місцевих виборів 2010 року депутатами ради стали:

#### За суб'єктами висування
| Суб'єкт висування | Кількість обраних депутатів | %    |
| ----------------- | --------------------------- | ---- |
| Самовисування     | 9                           | 56,3 |
| Народна партія    | 6                           | 37,5 |
| Партія регіонів   | 1                           | 6,3  |

#### За округами
| № округу        | Прізвище, ім'я, по батькові    | Дата визнання обраним | Освіта  | Партійна приналежність | Відомості про обраного депутата                                                      |
| --------------- | ------------------------------ | --------------------- | ------- | ---------------------- | ------------------------------------------------------------------------------------ |
| Народна Партія  |                                |                       |         |                        |                                                                                      |
| 2               | Григорієва Неоніла Сергіївна   | 01.11.2010            | вища    | член Народної партії   | Отроківський фельдшерсько-акушерський пункт, фельд-шер                               |
| 5               | Маримора Галина Пилипівна      | 01.11.2010            | вища    | член Народної партії   | Дошкільний навчальний заклад «Берізка», завідувачка                                  |
| 7               | Підлісний Віктор Іванович      | 01.11.2010            | вища    | член Народної партії   | тимчасово не працює                                                                  |
| 8               | Вергелес Наталія Василівна     | 01.11.2010            | вища    | член Народної партії   | ФГ Чернишова І. В., різноробоча                                                      |
| 10              | Жовнір Ольга Володимирівна     | 01.11.2010            | вища    | член Народної партії   | Антонівський фельдшерсько-акушерський пункт, фельдшер                                |
| 14              | Мельник Олександр Анатолійович | 01.11.2010            | вища    | член Народної партії   | БП"Новоушецьке лісове господарство", майстер лісу                                    |
| Партія регіонів |                                |                       |         |                        |                                                                                      |
| 1               | Бараник Світлана Іванівна      | 01.11.2010            | вища    | позапартійна           | Отроківська сільська рада, оператор технічного набору                                |
| Самовисування   |                                |                       |         |                        |                                                                                      |
| 3               | Самбольська Надія Василівна    | 01.11.2010            | вища    | позапартійна           | ПП «Фестиваль Отроків», бухгалтер                                                    |
| 4               | Марковська Лариса Василівна    | 01.11.2010            | вища    | позапартійна           | Отроківська загальноосвітня школа І-ІІІ ст., заступник директора з навчальної роботи |
| 6               | Павлик Олександр Васильович    | 01.11.2010            | вища    | позапартійний          | Отроківська загальноосвітня школа І-ІІІ ст., завгосп                                 |
| 9               | Кирковський Олег Васильович    | 01.11.2010            | середня | позапартійний          | Миньковецький ковбасний цех, шофер                                                   |
| 11              | Когут Тетяна Броніславівна     | 01.11.2010            | вища    | позапартійна           | тимчасово не працює                                                                  |
| 12              | Лужняк Василь Іванович         | 01.11.2010            | середня | позапартійний          | шофер                                                                                |
| 13              | Сьомик Ігор Іванович           | 01.11.2010            | вища    | позапартійний          | Миньковецький ковбасний цех, шофер                                                   |
| 15              | Мельник Аліна Олександрівна    | 01.11.2010            | вища    | позапартійна           | фельдшерсько-акушерський пункт с. Кружківці, фельдшер                                |
| 16              | Кордонець Олена Анатоліївна    | 01.11.2010            | вища    | член Єдиного Центру    | Отроківська сільська бібліотека, бібліотекар                                         |